# 鍾任樑
鍾任樑（1959年—），雲林縣西螺鎮人，台灣布袋戲操偶藝師，鍾任祥之孫、鍾任壁第三子，新興閣掌中劇團第六代傳人及現任團長。

## 生平
自小隨父親學習家傳掌藝。擔任新興閣掌中劇團的副團長，輔助父親的演出工作。後接替父親成為團長。
延續父親推動布袋戲走入校園的使命，在多所學校擔任指導老師。並與雲林縣政府圓夢尖兵布袋戲植根推廣計畫合作，到家鄉的學校演出。

## 榮譽
- 2019年10月，新北市教育局「藝術教育貢獻獎」之「終身成就獎」[6]。